# Ver (Mancha)
Ver é uma comuna francesa na região administrativa da Normandia, no departamento Mancha. Estende-se por uma área de 13,33 km². Em 2010 a comuna tinha 384 habitantes (densidade: 28,8 hab./km²).